# Lacide di Cirene
Lacide di Cirene (in greco antico: Λακύδης?, Lakýdēs; Cirene, ... – 206 a.C. o 205 a.C.) è stato un filosofo greco antico, scolarca dell'Accademia di Platone.
Nel 215 a.C. circa fu costretto a dimettersi a causa di problemi di salute e morì intorno al 205 a.C. Nessuna sua opera si è conservata.

## Biografia

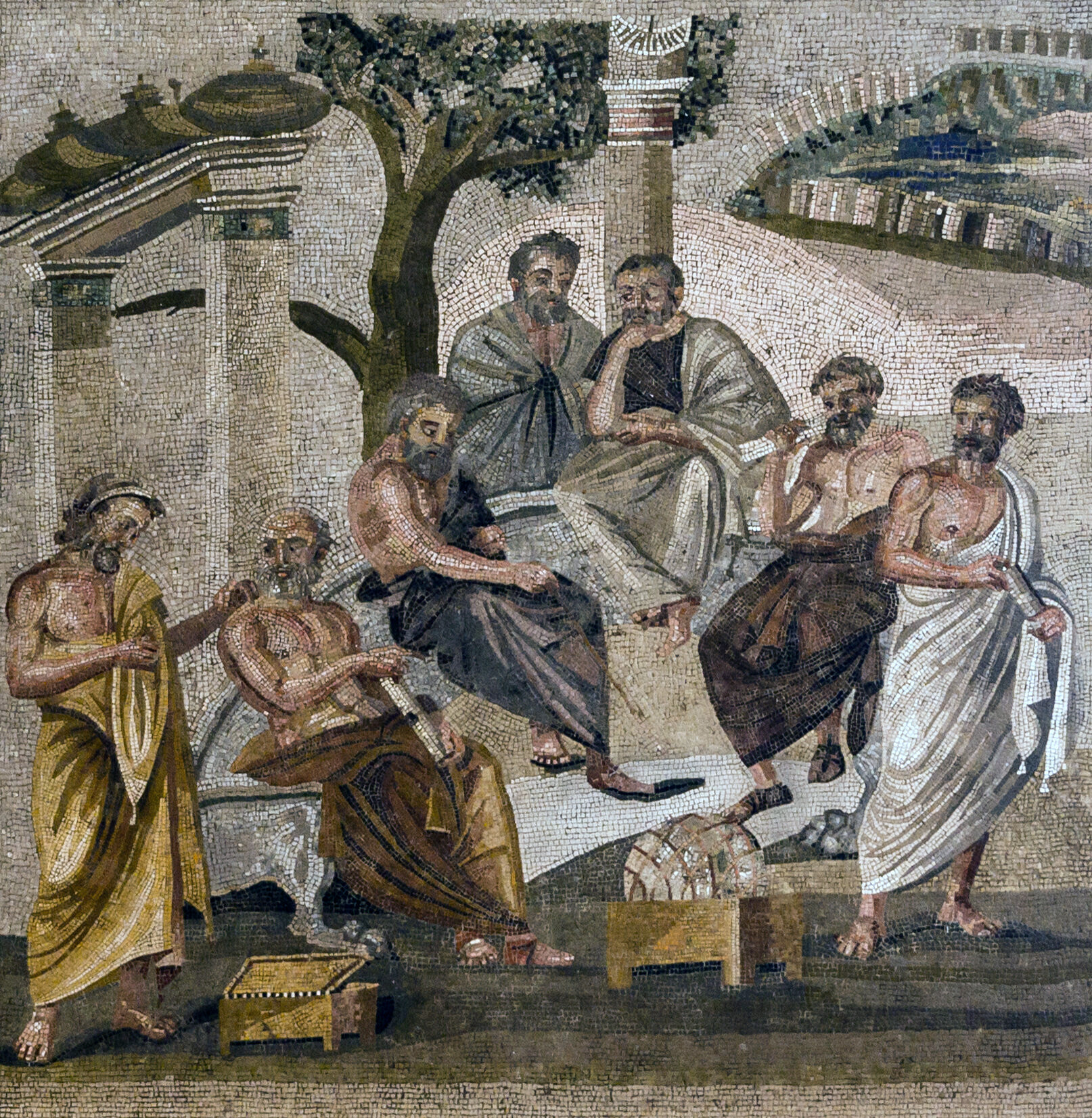
Mosaico a Pomepi dell'Accademia di Platone.

Lacide nacque a Cirene e, sebbene povero in gioventù, dimostrò presto una notevole laboriosità, oltre che modi affabili. Si trasferì poi ad Atene e si legò all'Accademia. L'affiliazione - secondo una molto improbabile storia di Numenio di Apamea citata da Eusebio di Cesarea -  sarebbe dovuta al fatto che la facilità con cui i servi lo derubavano convinse Lacide, che non riusciva a coglierli in flagrante, a non affidarsi ai sensi.
Fu discepolo di Arcesilao e gli succedette a capo della scuola nel 241 a.C. Si dimise nel 216/215 per problemi di salute e fu sostituito da Telecle ed Evandro, che guidarono congiuntamente l'Accademia anche dopo la morte di Lacide, avvenuta nel 206/205 a.C.
Secondo Diogene Laerzio sarebbe morto a causa del bere eccessivo, tuttavia questa versione contrasta con quella di Eusebio di Cesarea, secondo il quale Lacide era moderato in ogni cosa.

## Pensiero
Lacide si attenne al pensiero di Arcesilao.. Si dice che abbia scritto diversi trattati, tra i quali uno intitolato Sulla natura, tuttavia non ci è giunto nulla delle sue opere.
Lacide viene inoltre descritto come un uomo dal carattere raffinato, grande lavoratore e buon oratore.